# Senegal ai Giochi della XXII Olimpiade
Il Senegal partecipò ai Giochi della XXII Olimpiade, svoltisi a Mosca, Unione Sovietica, dal 19 luglio al 3 agosto 1980, con una delegazione di 32 atleti impegnati in quattro discipline.

## Risultati

### Pallacanestro
- Uomini

| Atleta | Classifica |
| --- | ---------- |
| V · D · M Nazionale senegalese - Pallacanestro ai Giochi della XXII Olimpiade - Torneo maschile 4 M'Bengue · 5 Badji · 6 Ma. Diop · 7 Samb · 8 Faye · 9 M. Ndiaye · 10 Mo. Diop · 11 Dia · 12 B. Diagne · 13 A. Ndiaye · 14 Cissokho · 15 Tall · All. Ibrahima Diagne | 11°        |
| Nazionale senegalese - Pallacanestro ai Giochi della XXII Olimpiade - Torneo maschile |            |
| 4 M'Bengue · 5 Badji · 6 Ma. Diop · 7 Samb · 8 Faye · 9 M. Ndiaye · 10 Mo. Diop · 11 Dia · 12 B. Diagne · 13 A. Ndiaye · 14 Cissokho · 15 Tall · All. Ibrahima Diagne                                                                                                 |            |